# The Sporting News
The Sporting News es una revista deportiva estadounidense. Fue fundada por Alfred H. Spink, uno de los directores de los St. Louis Browns. Fue impresa por primera vez en 1886, y ha llegado a convertirse en la publicación dominante en su cobertura en cuanto al basket. 
La principal cobertura deportiva de TSN incluye la Major League Baseball, la National Football League, la National Hockey League, la National Basketball Association, NASCAR, y el baloncesto y el fútbol americano de la NCAA, con coberturas ocasionales de otros deportes.
De 2002 a febrero de 2022, era conocida simplemente como Sporting News. En 2006 fue comprada por el grupo American City Business Journals. Después de 122 años de existencia como una publicación semanal, la revista cambió a una publicación bisemanal en 2008. Anteriormente en ese mismo año, fue lanzada la edición en línea, llamada Sporting News Today.

## Deportista del Año
El premio del Deportista del Año es entregado desde 1968, en la cual la revista ha seleccionado a uno o más individuos para recibir tal honor. En cuatro ocasiones el premio ha sido entregado a dos personas. En dos ocasiones, (1993 y 2000), el premio ha sido emtregado a dos deportistas de la misma organización. En 1999, ese honor fue dado a todo un equipo. Ningún ganador fue elegido en 1987.
El 18 de diciembre de 2007, fue anunciado que Tom Brady, quarterback de los New England Patriots había sido seleccionado como Deportista del Año, siendo el primer deportista en ser seleccionado por segunda ocasión. Mark McGwire de los St. Louis Cardinals también ganó ese premio por segunda ocasión, pero compartió el premio con Sammy Sosa de los Chicago Cubs.
- 2008 - Eli Manning, New York Giants
- 2007 - Tom Brady, New England Patriots
- 2006 - Dwyane Wade, Miami Heat
- 2005 - Matt Leinart, jugador del equipo de fútbol americano de USC
- 2004 - Tom Brady, New England Patriots
- 2003 - Dick Vermeil, Kansas City Chiefs, and Jack McKeon, Florida Marlins
- 2002 - Tyrone Willingham, entrenador del equipo de fútbol americano de Notre Dame
- 2001 - Curt Schilling, Arizona Diamondbacks
- 2000 - Marshall Faulk y Kurt Warner, St. Louis Rams
- 1999 - New York Yankees
- 1998 - Mark McGwire, St. Louis Cardinals, y Sammy Sosa, Chicago Cubs
- 1997 - Mark McGwire, St. Louis Cardinals
- 1996 - Joe Torre, New York Yankees
- 1995 - Cal Ripken, Baltimore Orioles
- 1994 - Emmitt Smith, Dallas Cowboys
- 1993 - Cito Gaston y Pat Gillick, Toronto Blue Jays
- 1992 - Mike Krzyzewski, entrenador del equipo de baloncesto de Duke
- 1991 - Michael Jordan, Chicago Bulls
- 1990 - Nolan Ryan, Texas Rangers
- 1989 - Joe Montana, San Francisco 49ers
- 1988 - Jackie Joyner-Kersee, atleta olímpica
- 1987 - Ninguno
- 1986 - Larry Bird, Boston Celtics
- 1985 - Pete Rose, Cincinnati Reds
- 1984 - Peter Ueberroth, (en ese entonces) comisionado de  la  Major League Baseball
- 1983 - Bowie Kuhn, comisionado de  la  Major League Baseball
- 1982 - Whitey Herzog, St. Louis Cardinals
- 1981 - Wayne Gretzky, Edmonton Oilers
- 1980 - George Brett, Kansas City Royals
- 1979 - Willie Stargell, Pittsburgh Pirates
- 1978 - Ron Guidry, New York Yankees
- 1977 - Steve Cauthen, hípica
- 1976 - Larry O'Brien, comisionado de  la National Basketball Association
- 1975 - Archie Griffin, jugador del equipo de fútbol americano de Ohio State
- 1974 - Lou Brock, St. Louis Cardinals
- 1973 - O.J. Simpson, Buffalo Bills
- 1972 - Charlie Finley, Oakland A's
- 1971 - Lee Trevino, golf
- 1970 - John Wooden, entrenador del equipo de balnocesto de UCLA
- 1969 - Tom Seaver, New York Mets
- 1968 - Denny McLain, Detroit Tigers